# ATP-toernooi van Auckland
Het ATP-toernooi van Auckland is een jaarlijks terugkerend tennistoernooi voor mannen dat wordt georganiseerd in de Nieuw-Zeelandse stad Auckland. De officiële naam van het toernooi is ASB Classic.
Het toernooi vindt plaats aan het begin van het jaar, het wordt georganiseerd door de ATP en valt in de categorie "ATP World Tour 250 series". De eerste editie vond plaats in 1956 en de ondergrond is hardcourt. De editie van 2009 werd gewonnen door Argentijn Juan Martín del Potro.
Een week eerder spelen de vrouwen het WTA-toernooi van Auckland.

## Finales

### Enkelspel
In 1999 won de Nederlander Sjeng Schalken het toernooi.
| Datum             | Categorie                          | ($)                                | Ondergrond                         | Winnaar                            | Verliezend finalist                | Uitslag                            |                                    |
| ----------------- | ---------------------------------- | ---------------------------------- | ---------------------------------- | ---------------------------------- | ---------------------------------- | ---------------------------------- | ---------------------------------- |
| 16-01-1956        |                                    |                                    | Gras, buiten                       | Bob Perry                          | Allan Burns                        | 6-4, 6-3, 6-3                      |                                    |
| 1957              | Geen toernooi                      | Geen toernooi                      | Geen toernooi                      | Geen toernooi                      | Geen toernooi                      | Geen toernooi                      | Geen toernooi                      |
| 03-02-1958        |                                    |                                    | Gras, buiten                       | Trevor Fancutt                     | Robert Mark                        | 2-6, 6-4, 6-2, 4-6, 6-3            |                                    |
| 09-02-1959        |                                    |                                    | Gras, buiten                       | Jeff Robson                        | Roy Emerson                        | 6-2, 6-4, 8-6                      |                                    |
| 08-02-1960        |                                    |                                    | Gras, buiten                       | Roy Emerson (1)                    | Ronald McKenzie                    | 6-3, 6-1, 6-1                      |                                    |
| 06-02-1961        |                                    |                                    | Gras, buiten                       | Rod Laver                          | Roy Emerson                        | 4-6, 6-3, 6-2, 3-6, 7-5            |                                    |
| 15-01-1962        |                                    |                                    | Gras, buiten                       | Ken Fletcher                       | Lew Gerrard                        | 6-3, 8-10, 7-5, 6-2                |                                    |
| 04-02-1963        |                                    |                                    | Gras, buiten                       | Fred Stolle (1)                    | Bob Hewitt                         | 2-6, 6-3, 6-1, 6-2                 |                                    |
| 03-02-1964        |                                    |                                    | Gras, buiten                       | Fred Stolle (2)                    | Lew Gerrard                        | 6-3, 6-1, 6-1                      |                                    |
| 01-02-1965        |                                    |                                    | Gras, buiten                       | Roy Emerson (2)                    | Pierre Barthes                     | 3-6, 8-6, 7-5, 6-3                 |                                    |
| 31-01-1966        |                                    |                                    | Gras, buiten                       | Roy Emerson (3)                    | Roger Taylor                       | 6-4, 6-3, 6-1                      |                                    |
| 30-01-1967        |                                    |                                    | Gras, buiten                       | Roy Emerson (4)                    | Owen Davidson                      | 6-4, 6-2, 7-5                      |                                    |
| 29-01-1968        |                                    |                                    | Gras, buiten                       | Barry Phillips-Moore               | Onny Parun                         | 6-3, 6-8, 1-6, 6-3, 6-2            |                                    |
| ↓ open tijdperk ↓ |                                    |                                    |                                    |                                    |                                    |                                    |                                    |
| 27-01-1969        |                                    |                                    | Gras, buiten                       | Tony Roche                         | Rod Laver                          | 6-1, 6-4, 4-6, 6-3                 |                                    |
| 26-01-1970        |                                    |                                    | Gras, buiten                       | Roger Taylor                       | Tom Okker                          | 6-4, 6-4, 6-1                      |                                    |
| 01-03-1971        |                                    |                                    | Gras, buiten                       | Bob Carmichael                     | Allan Stone                        | 7-6, 7-6, 6-3                      |                                    |
| 06-12-1971        |                                    |                                    | Gras, buiten                       | Ray Ruffels                        | John Alexander                     | 6-4, 6-4, 7-6                      |                                    |
| 08-01-1973        |                                    |                                    | Gras, buiten                       | Onny Parun (1)                     | Patrick Proisy                     | 4-6, 6-7, 6-2, 6-0, 7-6            |                                    |
| 14-01-1974        |                                    |                                    | Gras, buiten                       | Björn Borg                         | Onny Parun                         | 6-4, 6-4, 3-6, 6-2                 |                                    |
| 06-01-1975        |                                    |                                    | Gras, buiten                       | Onny Parun (2)                     | Brian Fairlie                      | 4-6, 6-4, 6-4, 6-7, 6-4            |                                    |
| 05-01-1976        |                                    |                                    | Gras, buiten                       | Onny Parun (3)                     | Brian Fairlie                      | 6-2, 6-3, 4-6, 6-3                 |                                    |
| 10-01-1977        |                                    |                                    | Gras, buiten                       | Vijay Amritraj                     | Tim Wilkison                       | 7-6, 5-7, 6-1, 6-2                 |                                    |
| 02-01-1978        |                                    | $ 25.000                           | Hardcourt, buiten                  | Eliot Teltscher                    | Onny Parun                         | 6-3, 7-5, 6-1                      |                                    |
| 01-01-1979        |                                    | $ 50.000                           | Hardcourt, buiten                  | Tim Wilkison (1)                   | Peter Feigl                        | 6-3, 4-6, 6-4, 2-6, 6-2            |                                    |
| 31-12-1979        |                                    | $ 50.000                           | Hardcourt, buiten                  | John Sadri                         | Tim Wilkison                       | 6-4, 3-6, 6-3, 6-4                 |                                    |
| 05-01-1981        |                                    | $ 50.000                           | Hardcourt, buiten                  | Bill Scanlon                       | Tim Wilkison                       | 6-7, 6-3, 3-6, 7-6, 6-0            |                                    |
| 11-01-1982        |                                    | $ 75.000                           | Hardcourt, buiten                  | Tim Wilkison (2)                   | Russell Simpson                    | 6-4, 6-4, 6-4                      |                                    |
| 10-01-1983        |                                    | $ 75.000                           | Hardcourt, buiten                  | John Alexander                     | Russell Simpson                    | 6-4, 6-3, 6-3                      |                                    |
| 09-01-1984        |                                    | $ 75.000                           | Hardcourt, buiten                  | Danny Saltz                        | Chip Hooper                        | 4-6, 6-3, 6-3, 6-4                 |                                    |
| 07-01-1985        |                                    | $ 80.000                           | Hardcourt, buiten                  | Chris Lewis                        | Wally Masur                        | 7-5, 6-0, 2-6, 6-4                 |                                    |
| 06-01-1986        |                                    | $ 85.000                           | Hardcourt, buiten                  | Mark Woodforde                     | Bud Schultz                        | 6-4, 6-3, 3-6, 6-4                 |                                    |
| 05-01-1987        |                                    | $ 89.400                           | Hardcourt, buiten                  | Miloslav Mečíř                     | Michiel Schapers                   | 6-2, 6-3, 6-4                      |                                    |
| 04-01-1988        |                                    | $ 93.400                           | Hardcourt, buiten                  | Amos Mansdorf                      | Ramesh Krishnan                    | 6-3, 6-4                           |                                    |
| 09-01-1989        |                                    | $ 115.000                          | Hardcourt, buiten                  | Ramesh Krishnan                    | Amos Mansdorf                      | 6-3, 7-5                           | Details                            |
| 08-01-1990        | World Series                       | $ 125.000                          | Hardcourt, buiten                  | Scott Davis                        | Andrej Tsjesnokov                  | 4-6, 6-3, 6-3                      | Details                            |
| 07-01-1991        | World Series                       | $ 150.000                          | Hardcourt, buiten                  | Karel Nováček                      | Jean-Philippe Fleurian             | 7-6(5), 7-6(4)                     | Details                            |
| 06-01-1992        | World Series                       | $ 157.500                          | Hardcourt, buiten                  | Jaime Yzaga                        | MaliVai Washington                 | 7-6(6), 6-4                        | Details                            |
| 11-01-1993        | World Series                       | $ 157.500                          | Hardcourt, buiten                  | Aleksandr Volkov                   | MaliVai Washington                 | 7-6(2), 6-4                        | Details                            |
| 10-01-1994        | World Series                       | $ 288.750                          | Hardcourt, buiten                  | Magnus Gustafsson                  | Patrick McEnroe                    | 6-4, 6-0                           | Details                            |
| 09-01-1995        | World Series                       | $ 303.000                          | Hardcourt, buiten                  | Thomas Enqvist                     | Chuck Adams                        | 6-2, 6-1                           | Details                            |
| 08-01-1996        | World Series                       | $ 303.000                          | Hardcourt, buiten                  | Jiří Novák                         | Brett Steven                       | 6-4, 6-4                           | Details                            |
| 06-01-1997        | World Series                       | $ 303.000                          | Hardcourt, buiten                  | Jonas Björkman                     | Kenneth Carlsen                    | 7-6(0), 6-0                        | Details                            |
| 12-01-1998        | Int. Series                        | $ 315.000                          | Hardcourt, buiten                  | Marcelo Ríos                       | Richard Fromberg                   | 4-6, 6-4, 7-6(3)                   | Details                            |
| 11-01-1999        | Int. Series                        | $ 325.000                          | Hardcourt, buiten                  | Sjeng Schalken                     | Tommy Haas                         | 6-4, 6-4                           | Details                            |
| 10-01-2000        | Int. Series                        | $ 325.000                          | Hardcourt, buiten                  | Magnus Norman                      | Michael Chang                      | 3-6, 6-3, 7-5                      | Details                            |
| 08-01-2001        | Int. Series                        | $ 350.000                          | Hardcourt, buiten                  | Dominik Hrbatý (1)                 | Francisco Clavet                   | 6-4, 2-6, 6-3                      | Details                            |
| 07-01-2002        | Int. Series                        | $ 332.000                          | Hardcourt, buiten                  | Greg Rusedski                      | Jérôme Golmard                     | 6-7(0), 6-4, 7-5                   | Details                            |
| 06-01-2003        | Int. Series                        | $ 322.000                          | Hardcourt, buiten                  | Gustavo Kuerten                    | Dominik Hrbatý                     | 6-3, 7-5                           | Details                            |
| 12-01-2004        | Int. Series                        | $ 379.000                          | Hardcourt, buiten                  | Dominik Hrbatý (2)                 | Rafael Nadal                       | 4-6, 6-2, 7-5                      | Details                            |
| 10-01-2005        | Int. Series                        | $ 401.000                          | Hardcourt, buiten                  | Fernando González                  | Olivier Rochus                     | 6-4, 6-2                           | Details                            |
| 09-01-2006        | Int. Series                        | $ 405.000                          | Hardcourt, buiten                  | Jarkko Nieminen                    | Mario Ančić                        | 6-2, 6-2                           | Details                            |
| 08-01-2007        | Int. Series                        | $ 436.000                          | Hardcourt, buiten                  | David Ferrer (1)                   | Tommy Robredo                      | 6-4, 6-2                           | Details                            |
| 07-01-2008        | Int. Series                        | $ 436.000                          | Hardcourt, buiten                  | Philipp Kohlschreiber              | Juan-Carlos Ferrero                | 7-6(4), 7-5                        | Details                            |
| 12-01-2009        | ATP 250                            | $ 480.750                          | Hardcourt, buiten                  | Juan Martín del Potro              | Sam Querrey                        | 6-4, 6-4                           | Details                            |
| 11-01-2010        | ATP 250                            | $ 407.250                          | Hardcourt, buiten                  | John Isner (1)                     | Arnaud Clément                     | 6-2, 5-7, 7-6(2)                   | Details                            |
| 10-01-2011        | ATP 250                            | $ 398.250                          | Hardcourt, buiten                  | David Ferrer (2)                   | David Nalbandian                   | 6-3, 6-2                           | Details                            |
| 09-01-2012        | ATP 250                            | $ 398.250                          | Hardcourt, buiten                  | David Ferrer (3)                   | Olivier Rochus                     | 6-3, 6-4                           | Details                            |
| 07-01-2013        | ATP 250                            | $ 398.250                          | Hardcourt, buiten                  | David Ferrer (4)                   | Philipp Kohlschreiber              | 7-6(5), 6-1                        | Details                            |
| 06-01-2014        | ATP 250                            | $ 455.190                          | Hardcourt, buiten                  | John Isner (2)                     | Lu Yen-Hsun                        | 7-6(4), 7-6(7)                     | Details                            |
| 12-01-2015        | ATP 250                            | $ 464.490                          | Hardcourt, buiten                  | Jiří Veselý                        | Adrian Mannarino                   | 6-3, 6-2                           | Details                            |
| 11-01-2016        | ATP 250                            | $ 463.520                          | Hardcourt, buiten                  | Roberto Bautista Agut (1)          | Jack Sock                          | 6-1, 1-0 opgave                    | Details                            |
| 09-01-2017        | ATP 250                            | $ 450.110                          | Hardcourt, buiten                  | Jack Sock                          | João Sousa                         | 6-3, 5-7, 6-3                      | Details                            |
| 13-01-2018        | ATP 250                            | $ 501.345                          | Hardcourt, buiten                  | Roberto Bautista Agut (2)          | Juan Martín del Potro              | 6-1, 4-6, 7-5                      | Details                            |
| 12-01-2019        | ATP 250                            | $ 527.880                          | Hardcourt, buiten                  | Tennys Sandgren                    | Cameron Norrie                     | 6-4, 6-2                           | Details                            |
| 18-01-2020        | ATP 250                            | $ 546.355                          | Hardcourt, buiten                  | Ugo Humbert                        | Benoît Paire                       | 7-6(2), 3-6, 7-6(5)                | Details                            |
| 2021 2022         | Afgelast vanwege de coronapandemie | Afgelast vanwege de coronapandemie | Afgelast vanwege de coronapandemie | Afgelast vanwege de coronapandemie | Afgelast vanwege de coronapandemie | Afgelast vanwege de coronapandemie | Afgelast vanwege de coronapandemie |
| 14-01-2023        | ATP 250                            | $ 642.735                          | Hardcourt, buiten                  | Richard Gasquet                    | Cameron Norrie                     | 4-6, 6-4, 6-4                      | Details                            |
| 13-01-2024        | ATP 250                            | $ 642.735                          | Hardcourt, buiten                  | Alejandro Tabilo                   | Taro Daniel                        | 6-2, 7-5                           | Details                            |
| 11-01-2025        | ATP 250                            | $ 642.735                          | Hardcourt, buiten                  | Gaël Monfils                       | Zizou Bergs                        | 6-3, 6-4                           | Details                            |

### Dubbelspel
De Nederlander Rogier Wassen won het dubbelspel in 2006 en 2007. De eerste keer samen met de Roemeen Andrei Pavel en een jaar later met zijn Zuid-Afrikaanse partner Jeff Coetzee.
In 2008 wist de Belg Xavier Malisse de finale niet te winnen. In de beslissende tie-break na de reguliere twee sets kwam hij met zijn partner Jürgen Melzer tekort.
| Datum             | Categorie                          | ($)                                | Ondergrond                         | Winnaars                                 | Verliezend finalist                | Uitslag                            |                                    |
| ----------------- | ---------------------------------- | ---------------------------------- | ---------------------------------- | ---------------------------------------- | ---------------------------------- | ---------------------------------- | ---------------------------------- |
| 29-01-1968        |                                    |                                    | Gras, buiten                       | Dick Crealy (1) Barry Phillips-Moore     |                                    |                                    |                                    |
| ↓ open tijdperk ↓ |                                    |                                    |                                    |                                          |                                    |                                    |                                    |
| 27-01-1969        |                                    |                                    | Gras, buiten                       | Raymond Moore Roger Taylor               | Malcolm Anderson Toomas Leius      | 13–15, 6–3, 8–6, 8–6               |                                    |
| 26-01-1970        |                                    |                                    | Gras, buiten                       | Dick Crealy (2) Ray Ruffels (1)          |                                    |                                    |                                    |
| 01-03-1971        |                                    |                                    | Gras, buiten                       | Bob Carmichael (1) Ray Ruffels (1)       | Brian Fairlie Raymond Moore        | 6–3, 6–7, 6–4, 4–6, 6–3            |                                    |
| 06-12-1971        |                                    |                                    | Gras, buiten                       | Bob Carmichael (2) Ray Ruffels (3)       |                                    |                                    |                                    |
| 08-01-1973        |                                    |                                    | Gras, buiten                       | Brian Fairlie Allan Stone                |                                    |                                    |                                    |
| 14-01-1974        |                                    |                                    | Gras, buiten                       | Syd Ball Bob Giltinan                    | Ray Ruffels Allan Stone            | 6–1, 6–4                           |                                    |
| 06-01-1975        |                                    |                                    | Gras, buiten                       | Bob Carmichael (3) Ray Ruffels (4)       | Brian Fairlie Onny Parun           | 7–6, opgave                        |                                    |
| 05-01-1976        |                                    |                                    | Gras, buiten                       | Toernooi gestaakt                        | Toernooi gestaakt                  | Toernooi gestaakt                  | Toernooi gestaakt                  |
| 10-01-1977        |                                    |                                    | Gras, buiten                       | Chris Lewis (1) Russell Simpson (1)      | Peter Langsford Jonathan Smith     | 7–6, 6–4                           |                                    |
| 02-01-1978        |                                    | $ 25.000                           | Hardcourt, buiten                  | Chris Lewis (2) Russell Simpson (2)      | Rod Frawley Karl Meiler            | 6–1, 7–6                           |                                    |
| 01-01-1979        |                                    | $ 50.000                           | Hardcourt, buiten                  | Bernard Mitton Kim Warwick               | Andrew Jarrett Jonathan Smith      | 6–3, 2–6, 6–3                      |                                    |
| 31-12-1979        |                                    | $ 50.000                           | Hardcourt, buiten                  | Peter Feigl Rod Frawley                  | John Sadri Tim Wilkison            | 6–2, 7–5                           |                                    |
| 05-01-1981        |                                    | $ 50.000                           | Hardcourt, buiten                  | Ferdi Taygan Tim Wilkison                | Tony Graham Bill Scanlon           | 7–5, 6–1                           |                                    |
| 11-01-1982        |                                    | $ 75.000                           | Hardcourt, buiten                  | Andrew Jarrett Jonathan Smith            | Larry Stefanki Robert Van't Hof    | 7–5, 7–6                           |                                    |
| 10-01-1983        |                                    | $ 75.000                           | Hardcourt, buiten                  | Chris Lewis (3) Russell Simpson (3)      | David Graham Laurie Warder         | 7–6, 6–3                           |                                    |
| 09-01-1984        |                                    | $ 75.000                           | Hardcourt, buiten                  | Brian Levine John Van Nostrand           | Brad Drewett Chip Hooper           | 7–5, 6–2                           |                                    |
| 07-01-1985        |                                    | $ 80.000                           | Hardcourt, buiten                  | John Fitzgerald Chris Lewis (3)          | Broderick Dyke Wally Masur         | 7–6, 6–2                           |                                    |
| 06-01-1986        |                                    | $ 85.000                           | Hardcourt, buiten                  | Broderick Dyke Wally Masur               | Karl Richter Rick Rudeen           | 6–3, 6–4                           |                                    |
| 05-01-1987        |                                    | $ 89.400                           | Hardcourt, buiten                  | Kelly Jones Brad Pearce                  | Carl Limberger Mark Woodforde      | 7–6, 7–6                           |                                    |
| 04-01-1988        |                                    | $ 93.400                           | Hardcourt, buiten                  | Marty Davis Tim Pawsat                   | Sammy Giammalva Jr. Jim Grabb      | 6–3, 3–6, 6–4                      |                                    |
| 09-01-1989        |                                    | $ 115.000                          | Hardcourt, buiten                  | Steve Guy Shuzo Matsuoka                 | John Letts Bruce Man Son Hing      | 7-6, 7-6                           | Details                            |
| 08-01-1990        | World Series                       | $ 125.000                          | Hardcourt, buiten                  | Kelly Jones Robert Van't Hof             | Gilad Bloom Paul Haarhuis          | 7-6, 6-0                           | Details                            |
| 07-01-1991        | World Series                       | $ 150.000                          | Hardcourt, buiten                  | Sergio Casal Emilio Sánchez              | Grant Connell Glenn Michibata      | 4-6, 6-3, 6-4                      | Details                            |
| 06-01-1992        | World Series                       | $ 157.500                          | Hardcourt, buiten                  | Wayne Ferreira Jim Grabb                 | Grant Connell Glenn Michibata      | 6-4, 6-3                           | Details                            |
| 11-01-1993        | World Series                       | $ 157.500                          | Hardcourt, buiten                  | Grant Connell (1) Patrick Galbraith (1)  | Alex Antonitsch Aleksandr Volkov   | 6-3, 7-6                           | Details                            |
| 10-01-1994        | World Series                       | $ 288.750                          | Hardcourt, buiten                  | Patrick McEnroe Jared Palmer             | Grant Connell Patrick Galbraith    | 6-2, 4-6, 6-4                      | Details                            |
| 09-01-1995        | World Series                       | $ 303.000                          | Hardcourt, buiten                  | Grant Connell (2) Patrick Galbraith (2)  | Luis Lobo Javier Sánchez           | 6-4, 6-3                           | Details                            |
| 08-01-1996        | World Series                       | $ 303.000                          | Hardcourt, buiten                  | Marcos Ondruska Jack Waite               | Jonas Björkman Brett Steven        | forfait                            | Details                            |
| 06-01-1997        | World Series                       | $ 303.000                          | Hardcourt, buiten                  | Ellis Ferreira (1) Patrick Galbraith (3) | Rick Leach Jonathan Stark          | 6-4, 4-6, 7-6                      | Details                            |
| 12-01-1998        | Int. Series                        | $ 315.000                          | Hardcourt, buiten                  | Patrick Galbraith (4) Brett Steven       | Tom Nijssen Jeff Tarango           | 6-4, 6-2                           | Details                            |
| 11-01-1999        | Int. Series                        | $ 325.000                          | Hardcourt, buiten                  | Jeff Tarango Daniel Vacek                | Jiří Novák David Rikl              | 7-5, 7-5                           | Details                            |
| 10-01-2000        | Int. Series                        | $ 325.000                          | Hardcourt, buiten                  | Ellis Ferreira (2) Rick Leach            | Olivier Delaître Jeff Tarango      | 7-5, 6-4                           | Details                            |
| 08-01-2001        | Int. Series                        | $ 350.000                          | Hardcourt, buiten                  | Marius Barnard Jim Thomas                | David Adams Martín García          | 7-6(10), 6-4                       | Details                            |
| 07-01-2002        | Int. Series                        | $ 332.000                          | Hardcourt, buiten                  | Jonas Björkman Todd Woodbridge           | Martín García Cyril Suk            | 7-6(5), 7-6(7)                     | Details                            |
| 06-01-2003        | Int. Series                        | $ 322.000                          | Hardcourt, buiten                  | David Adams Robbie Koenig                | Tomáš Cibulec Leoš Friedl          | 7-6(5), 3-6, 6-3                   | Details                            |
| 12-01-2004        | Int. Series                        | $ 379.000                          | Hardcourt, buiten                  | Mahesh Bhupathi Fabrice Santoro          | Jiří Novák Radek Štěpánek          | 4-6, 7-5, 6-3                      | Details                            |
| 10-01-2005        | Int. Series                        | $ 401.000                          | Hardcourt, buiten                  | Yves Allegro Michael Kohlmann            | Simon Aspelin Todd Perry           | 6-4, 7-6(4)                        | Details                            |
| 09-01-2006        | Int. Series                        | $ 405.000                          | Hardcourt, buiten                  | Andrei Pavel Rogier Wassen (1)           | Simon Aspelin Todd Perry           | 6-2, 5-7, [10-4]                   | Details                            |
| 08-01-2007        | Int. Series                        | $ 436.000                          | Hardcourt, buiten                  | Jeff Coetzee Rogier Wassen (2)           | Simon Aspelin Chris Haggard        | 6-7, 6-3, [10-2]                   | Details                            |
| 07-01-2008        | Int. Series                        | $ 436.000                          | Hardcourt, buiten                  | Luis Horna Juan Mónaco                   | Xavier Malisse Jürgen Melzer       | 6-4, 3-6, [10-7]                   | Details                            |
| 12-01-2009        | ATP 250                            | $ 480.750                          | Hardcourt, buiten                  | Martin Damm Robert Lindstedt             | Scott Lipsky Leander Paes          | 7-5, 6-4                           | Details                            |
| 11-01-2010        | ATP 250                            | $ 407.250                          | Hardcourt, buiten                  | Marcus Daniell Horia Tecău               | Marcelo Melo Bruno Soares          | 7-5, 6-4                           | Details                            |
| 10-01-2011        | ATP 250                            | $ 398.250                          | Hardcourt, buiten                  | Marcel Granollers Tommy Robredo          | Johan Brunström Stephen Huss       | 6-4, 7-6(6)                        | Details                            |
| 09-01-2012        | ATP 250                            | $ 398.250                          | Hardcourt, buiten                  | Oliver Marach (1) Alexander Peya         | František Čermák Filip Polášek     | 6-3, 6-2                           | Details                            |
| 07-01-2013        | ATP 250                            | $ 398.250                          | Hardcourt, buiten                  | Colin Fleming Bruno Soares               | Johan Brunström Frederik Nielsen   | 7-6(1), 7-6(2)                     | Details                            |
| 06-01-2014        | ATP 250                            | $ 455.190                          | Hardcourt, buiten                  | Julian Knowle Marcelo Melo               | Alexander Peya Bruno Soares        | 4-6, 6-3, [10-5]                   | Details                            |
| 12-01-2015        | ATP 250                            | $ 464.490                          | Hardcourt, buiten                  | Raven Klaasen Leander Paes               | Dominic Inglot Florin Mergea       | 7-6(1), 6-4                        | Details                            |
| 11-01-2016        | ATP 250                            | $ 463.520                          | Hardcourt, buiten                  | Mate Pavić (1) Michael Venus (1)         | Eric Butorac Scott Lipsky          | 7-5, 6-4                           | Details                            |
| 09-01-2017        | ATP 250                            | $ 450.110                          | Hardcourt, buiten                  | Marcin Matkowski Aisam-ul-Haq Qureshi    | Jonathan Erlich Scott Lipsky       | 1-6, 6-2, [10-3]                   | Details                            |
| 13-01-2018        | ATP 250                            | $ 501.345                          | Hardcourt, buiten                  | Oliver Marach (2) Mate Pavić (2)         | Maks Mirni Philipp Oswald          | 6-4, 5-7, [10-7]                   | Details                            |
| 12-01-2019        | ATP 250                            | $ 527.880                          | Hardcourt, buiten                  | Ben McLachlan (1) Jan-Lennard Struff     | Raven Klaasen Michael Venus        | 6-3, 6-4                           | Details                            |
| 18-01-2020        | ATP 250                            | $ 546.355                          | Hardcourt, buiten                  | Luke Bambridge Ben McLachlan (2)         | Marcus Daniell Philipp Oswald      | 7-6(3), 6-3                        | Details                            |
| 2021 2022         | Afgelast vanwege de coronapandemie | Afgelast vanwege de coronapandemie | Afgelast vanwege de coronapandemie | Afgelast vanwege de coronapandemie       | Afgelast vanwege de coronapandemie | Afgelast vanwege de coronapandemie | Afgelast vanwege de coronapandemie |
| 14-01-2023        | ATP 250                            | $ 642.735                          | Hardcourt, buiten                  | Nikola Mektić Mate Pavić (3)             | Nathaniel Lammons Jackson Withrow  | 6-4, 6-7(5), [10-6]                | Details                            |
| 13-01-2024        | ATP 250                            | $ 642.735                          | Hardcourt, buiten                  | Nikola Mektić (2) Wesley Koolhof         | Marcel Granollers Horacio Zeballos | 6–3, 6–7(5), [10–7]                | Details                            |
| 11-01-2025        | ATP 250                            | $ 642.735                          | Hardcourt, buiten                  | Nikola Mektić (3) Michael Venus (2)      | Christian Harrison Rajeev Ram      | forfait                            | Details                            |

## Statistieken

### Meeste enkelspeltitels
| Aantal titels | Speler                | Jaren                  |
| ------------- | --------------------- | ---------------------- |
| 3             | Roy Emerson           | 1960, 1965, 1966, 1967 |
| 3             | David Ferrer          | 2007, 2011, 2012, 2013 |
| 3             | Onny Parun            | 1973, 1975, 1976       |
| 2             | Fred Stolle           | 1963, 1964             |
| 2             | Tim Wilkison          | 1979, 1982             |
| 2             | Dominik Hrbatý        | 2001, 2004             |
| 2             | John Isner            | 2010, 2014             |
| 2             | Roberto Bautista Agut | 2016, 2018             |

(Bijgewerkt t/m 2025)

### Meeste enkelspeltitels per land
| Aantal titels | Land                |
| ------------- | ------------------- |
| 14            | Australië           |
| 12            | Verenigde Staten    |
| 6             | Spanje              |
| 5             | Nieuw-Zeeland       |
| 5             | Zweden              |
| 3             | Chili               |
| 3             | Frankrijk           |
| 3             | Tsjecho-Slowakije   |
| 2             | India               |
| 2             | Slowakije           |
| 2             | Verenigd Koninkrijk |

(Bijgewerkt t/m 2025)

### Enkel- en dubbelspeltitel in hetzelfde jaar vanaf 1968
| Tennisser            | Jaar    |
| -------------------- | ------- |
| Barry Phillips-Moore | 1968    |
| Bob Carmichael       | 1971mrt |
| Ray Ruffels          | 1971dec |
| Chris Lewis          | 1985    |